# Ландіс Євген Михайлович
Євгеній Михайлович Ландіс (6 жовтня 1921, Харків — 12 грудня 1997, Москва) — видатний український і радянський математик, професор, доктор фізико-математичних наук.

## Біографія
Народився в сім'ї вченого-медика, пізніше наукового співробітника Державного інституту організації охорони здоров'я і соціальної гігієни Михайла Мойсейовича Ландіча. Брав участь в Фінській і німецько-радянській війні. Повернувся на перший курс механіко-математичного факультету МДУ в 1946р. Перші роботи Ландіса були виконані під впливом А. С. Кронрода, інколи спільно з ним. Пізніше Є. М. Ландіс стає учнем І. Г. Петровського.
Головна область математичних досліджень: диференціальні рівняння з частинними похідними. Понад сорок років Є. М. Ландіс працював на механіко-математичному факультеті МДУ, де був одним з провідних професорів. Паралельно до 1968 року вів прикладні дослідження в відділі Інституту теоретичної та експериментальної фізики під керівництвом А. С. Кронрода.
Хоч Є. М. Ландіс найбільш відомий своїми роботами в області диференціальних рівнянь, при цьому він є автором відомого алгоритму побудови збалансованого АВЛ-дерева. АВЛ-дерева названі по перших буквах прізвищ їх винахідників, Г. М. Адельсона-Вельського і Є. М. Ландіса.